# Мина Мазайло
«Мина Мазáйло» — п'єса українського письменника Миколи Куліша. За визначенням автора, це сатирична комедія. Але у цій п'єсі описана трагічність становлення української мови й зацькованого народу, тому твір вважається трагікомедією. Тема твору — «міщанство і українізація». Ідея твору полягає у тому, що засобами гротеску і разючої сатири автор викриває суспільні явища більшовицької «українізації» наприкінці 20-х років XX ст., висміює носіїв російського шовінізму. Водночас побіжно висміюється і мрійництво, відірваність від життя та невміння робити правильний вибір.
Твір було видано 1929 р. окремою книжкою.

## Особливості сюжету
В основу твору покладено анекдотичну історію про те, як харківський службовець Мина Мазайло вирішив змінити своє прізвище, у якому вбачав причину своїх життєвих і службових поразок, на престижніше — російське Мазєнін. Однак суперечка з цього приводу поступово переходить у сімейну дискусію і виходить на рівень глобальної проблеми.

## Фабула

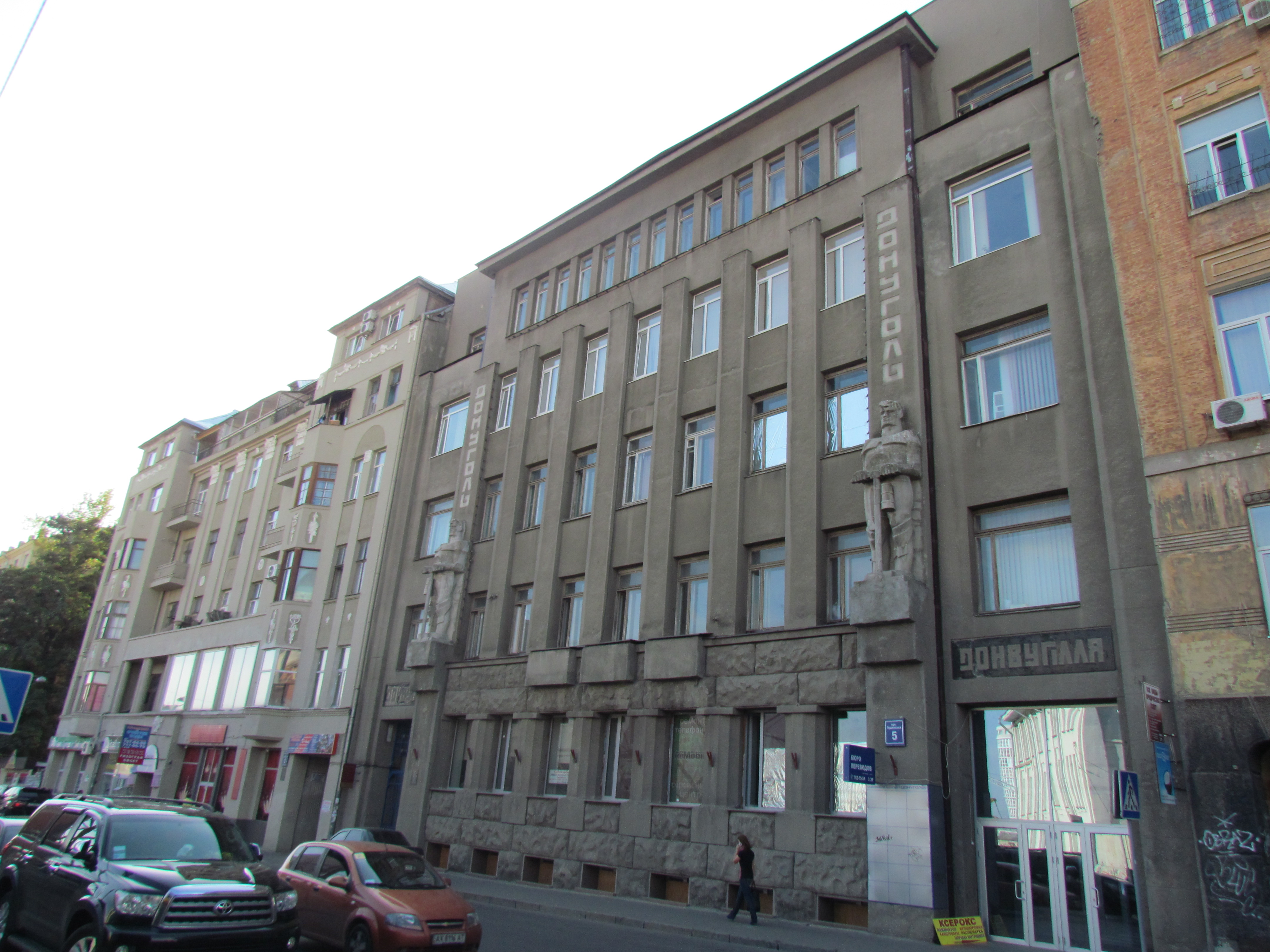
Будинок тресту «Донвугілля», вул. Григорія Сковороди, 5, Харків

В особі головного героя Мини Мазайла драматург показав типового українського перевертня, котрий заради особистої вигоди здатен не тільки змінити прізвище на російське, а й відцуратися власного роду, відкинути рідну мову, звичаї, традиції.
Більшовицька влада, яка у 20-х роках почувалася не дуже впевнено, опираючись в основному на російськомовне населення, намагалась залучитись підтримкою населення українськомовного, проводивши політику українізації, зокрема на Харківщині, де i мешкає головний герой. Мина Мазайло, тим часом вибирає цей несприятливий момент, аби спробувати піднятися кар'єрними сходами й затвердитися у високому суспільстві, видавши себе за росіянина.
Микола Куліш в'їдливо висміює нікчемні потуги Мазайла. Показна і меншовартісна рішучість позбутися всього українського робить нікчемного Мину Мазайла смішним і кумедним, його слова суперечать характерові. «Закостенілість, автоматизм, розсіяність, непристосованість до суспільства», — все це тісно між собою зв'язане, і з всього цього складається комічний характер. Зосередивши увагу на цих рисах, драматург досягнув необхідного комізму для творення образу-характеру, переконливо показав, що Мина Мазайло сам знищив себе як особистість, з надією добитися певних привілеїв від радянської влади.
Вчинки, роздуми новоявленого Мазєніна абсурдні й комічні. Наприклад, Мазайло, зворушений тим, що його українське прізвище змінили на російське, в чудернацький спосіб розмірковує про величезне значення цього факту для майбутнього його родини:
М а з а й л о: На цвинтарі пам'ятник золотими буквами: «Тут спочиває прах Мини Марковича».
М а з а й л и х а: Мазєнін.
М а з а й л о: Або просто: тут Мазєнін…
Р и н а: І наша вулиця — вулиця Мазєніних.

## Загальна характеристика
Комедія «Мина Мазайло» відрізняється оригінальним сюжетом, у якому переплетено культурно-соціальний та родинно-інтимний аспекти, містить галерею виразних характерів з індивідуалізованим культурним і національним світоглядом, насичена дотепними, пародійними, карикатурними, фарсовими сценами.
У творі використано широкий діапазон живої і тому колоритної мови, що відбиває специфіку духовних та національних цінностей основних персонажів. Комедія характеризується широкою палітрою інтонацій та мелодійних візерунків — веселих, ніжних, мажорних, романтичних, елегійних, сумних, трагікомедійних і навіть фантасмагорійних.
Цікавий факт: практично всі «історичні довідки» дядька Тараса (розповідь про словник «Лексис» Лаврентія Зизанія, легенда про дари в Чигирині тощо) запозичені Миколою Кулішем з одного джерела — книжки Івана Огієнка «Українська культура» (Київ, видавництво Є.Череповського, 1918).[джерело?]

## Дійові особи
Мина Мазайло — харківський службовець середніх літ. Змінює своє прізвище з українського Мазайло на російське Мазєнін заради підняття кар'єрними сходинками.
Лина (Килина) Мазайло — його дружина. В усьому підтримує свого чоловіка, надсилає телеграму тьоті Моті.
Рина (Мокрина) Мазайло — їхня дочка. Підтримує батька, просить Улю вплинути на Мокія.
Мокій Мазайло — їхній син. Свідомий українець, не підтримує прагнень батька.
Уля Розсохіна — подруга Рини. Знайомиться із Мокієм, вдаючи з себе українку на прізвище Розсоха, закохується в нього, після чого, попри власні переконання, починає підтримувати його.
Мотрона Розторгуєва (Тьотя Мотя) — сестра Лини з Курська. Вважає, що всі ми «руські» люди.
Тарас Мазайло — брат Мини з Києва. Підтримує українську мову на свій лад. Постійно сперечається з Мокієм стосовно вживання тих чи інших слів.
Баронова-Козино — вчителька «правільних проізношеній» російської мови.
Тертика, Аренський, Губа — комсомольці, друзі Мокія.

## Стислий переказ

### Перша дія
Розмова Рини Мазайло з її подругою Улею, з якої з'ясовується, що в родині Мазайла відбуваються сварки через «історичне питання». Мокій Мазайло дуже захоплюється українською мовою й хоче переробити своє прізвище на Мазайло-Квач, у той час як його батько Мина прагне найняти вчительку російської мови. Крім того, мати Мокія Лина Мазайло написала листа до тьоті Моті в Курськ, щоб вона негайно приїхала і вмовила Мокія змінити погляди.
З'являється мати, яка повідомляє, що листа до тьоті Моті надіслано. Але Рина турбується, чи не краще було б надіслати телеграму. Адже тьотя може поставитися до проблеми недостатньо серйозно.
Подруги продовжують розмову, і Рина складає план, щоб Уля закохала Мокія в себе й відвернула його від української мови. Уля сумнівається в своїх силах, але Рина її вмовляє. Вона описує, якою красивою Уля здалася Мокієві.
Мати і дочка обговорюють, який саме текст телеграми найкраще вплине на тьотю й не потребуватиме великих витрат. Нарешті зупиняються на такому: «Мрія воскресла. Мина міняє прізвище. Мокій збожеволів від укрмови. Станеться катастрофа. Приїзди негайно».
Подруги знову продовжують розмову про Мокія та Улю та обговорення змісту телеграми, яку треба скоротити.
Коли з'являється Мокій, Рина починає діяти. Знайомлячи Улю з Мокієм, вона переробляє її прізвище Розсохіна на Розсоха; щоб догодити братові, намагається впевнити його, що Уля дуже цікавиться українською мовою. Уля тільки ніяковіє.
Мокій із захопленням розповідає про значення й звучання різних українських слів, про важливість збереження чистоти мови. Уля уважно його слухає.
Рина намагається продовжити спілкування брата з Улею й просить його сходити з подругою в кіно.
Мати пропонує скоротити текст телеграми таким чином: «Катастрофа. Мока українець. Мина. Негайно приїзди».
Мати й дочка сваряться.
Мазайло розказує родині про свої переживання: він так натерпівся в загсі, просто серце вискакує з грудей. Далі повідомляє, що прізвище йому таки поміняють. Сім'я приміряє різні прізвища: Алмазов, Тюльпанов…
Рина боїться, що Мокій улаштує скандал. Батько сердиться. Домовляються скликати родичів на сімейну раду, а поки що й про майбутні зміни до публікації «виправлених» прізвищ.
— Прощай Мазайло, здрастуй…
А Мокій закінчує: — Мазайло-Квач, наприклад.
Він продовжує перебирати різноманітні типово українські прізвища.
Уля повідомляє Рину, що вони йдуть у кіно.

### Друга дія
Рина весь час умовляє Улю прискорити процес «закохування» Мокія. Мокій досі не здогадується про плани батька змінити прізвище.
До Мини приходить учителька російської мови Баронова-Козино, від якої Мокій і почув уперше про майбутні зміни. Мока обурений.
Учителька даремне намагається навчити Мину правильної російської вимови — у того нічого не виходить.
Ще більше ускладнює обставини тьотя Мотя, яка приїхала з Курська. Вона зневажливо ставиться до всього українського, чим безперестанку дратує Мокія.
Приїжджає й брат Мини, дядько Тарас.

### Третя дія
Рина попереджає Улю, що настав вирішальний момент у їхньому житті. Тьотя Мотя викликала Мокія на дискусію. Мокій же запросив ще й своїх друзів-комсомольців. З-за дверей чути крики.
Але в особі Улі Рина більше не може знайти однодумця, бо подруга вже захоплена Мокієм i українська мова втратила для неї будь-яку важливість.
У процесі вибору голови дядько Тарас проявляє мрійництво та відірваність від життя: саме його відмова проголосувати за комсомольця Тертику, бо він «не з тих Тертик, (…) що на Запоріжжі курінним отаманом» дала можливість тьоті Моті отримати більшість голосів.
Дядька Тараса звинувачують у шовінізмі, чим він дуже незадоволений.
Дискусія з приводу українізації триває.

### Четверта дія
Уля розказує Рині, як їй удалося привернути до себе серце Мокія. Виявляється, вона відшукала в бібліотеці вірша, якого Мокій давно не міг знайти. Закоханий Мокій запропонував їй жити разом. Рина планує, як використати почуття Мокія, і намовляє Улю поставити йому таку умову: або він змінює прізвище, або вона їде до тітки в Одесу. Але Уля не змогла цього зробити.
Мина Мазайло вичитує в газеті, що зміна прізвища вже відбулася. Рина, Мазайлиха й тьотя Мотя божеволіють від радості. Разом із Миною вони починають перевдягатися, уявляючи різні способи звучання свого нового прізвища: Мазєніни. Їхні репліки закінчуються рядками з того російського вірша, за допомогою якого вчителька навчає Мину правильно говорити російською мовою. Але замість «ґ» Мина все одно вимовляє «к». Газету вставляють у рамку.
Дядько Тарас почуває себе непотрібним. За дверима своєї кімнати страждає Мокій.
Приходить привітати Мину вчителька російської мови.
З'являються комсомольці разом із Улею. Їм пропонують прочитати радісну звістку в газеті, але один із них читає: «За постановою комісії в справах українізації, що перевірила апарат Донвугілля, звільнено з посади за систематичний і зловмисний опір українізації службовця М. М. Мазайла-Мазєніна…» Усі розгубилися, Мина закляк. Уля говорить Мокієві, що більше ніколи не поїде до тітки.

## Історія
Наприкінці 1928 року закінчений твір миттєво викликав зацікавленість і здобув широку підтримку широких верств українського суспільства.
У березні 1929 року комедію було поставлено в Дніпропетровському театрі імені Шевченка (в головній ролі — Ф.Левицький), Курбасовому «Березолі» (Харків; у головних ролях — Й.Гірняк, М.Крушельницький, О.Сердюк, Н.Ужвій), театрі імені Франка, яким керував Гнат Юра (Київ; у головних ролях — Т.Юра, Г.Борисоглібська, К.Кошевський). Комедію Куліша грали в Дніпропетровську, Житомирі, Херсоні, Одесі, Вінниці, Маріуполі. У Києві, поруч із виставою франківців, «Мина Мазайло» жив на сцені обласного пересувного театру (ОРПС).).
Комедію «Мина Мазайло» було видруковано в гумористично-сатиричному альманасі «Літературний ярмарок» (шосте число за 1929 рік). До публікації було додано літературно-мистецькі усмішки Остапа Вишні «Інтермедія» і «Лист Мини Мазайла до наркома освіти М.Скрипника». У тому ж 1929 році п'єса вийшла в Харкові окремою книжкою.
Після постановки в театрах і публікації комедія стрімко здобула визнання. Проблематика, художні реалії твору жваво обговорювалися у пресі, стали предметом дискусій, у процесі яких висловлювалося чимало високих і дуже високих оцінок, зокрема М. Хвильового, Остапа Вишні. Образи, характери п'єси активно проєктувалися на тогочасну українську дійсність і трактувалися як живі й оригінальні типи з навколишнього життя.

## Вистави
25 березня 1989 відбулася прем'єра вистави «Мина Мазайло» у Харкові — в Харківському державному академічному українському драматичному театрі ім. Т. Г. Шевченка на сцені «Березіль». 12 травня 2010 року театр запросив глядачів на 450-ту ювілейну виставу за п'єсою Миколи Куліша.
14.05.2011 відбулася прем'єра вистави «Мина Мазайло» у Львові — в Національному академічному українському драматичному театрі ім. Марії Заньковецької. Режисер-постановник — н. а. України Григорій Шумейко.
У 2012 році з 1 по 4 грудня в київському Центрі ім. Леся Курбаса проходила вистава «Мина Мазайло». Режисер — Віталій Савчук. Акторами були студенти телережисерського факультету Київського Національного Університету театру, кіно і телебачення ім. Карпенка-Карого (КНУТКТ). Також вистава відвідала Херсон.
Станом на 2021 вистава йде в Києві в театрі «Особистості». Роль Мини Мазайла грає народний артист України Петро Мага.

## Фільм
У 1991 на Кіностудії «Укртелефільм» зфільмовано однойменний фільм-комедію. Режисер: Сергій Проскурня. Сценаристи: Лесь Танюк, Сергій Проскурня. Оператор: Микола Гончаренко. Художник: Віктор Козяревич. Звукорежисер: Жанна Головач. Композитор: Петро Толстуха.
Актори: Валерій Івченко, Віталій Розстальний, Лариса Кадирова, Ілона Гаврилюк, Вікторія Корсун, Тамара Яценко. Триває 179 хв (2 години 59 хвилин).